# Площадь парка Горького

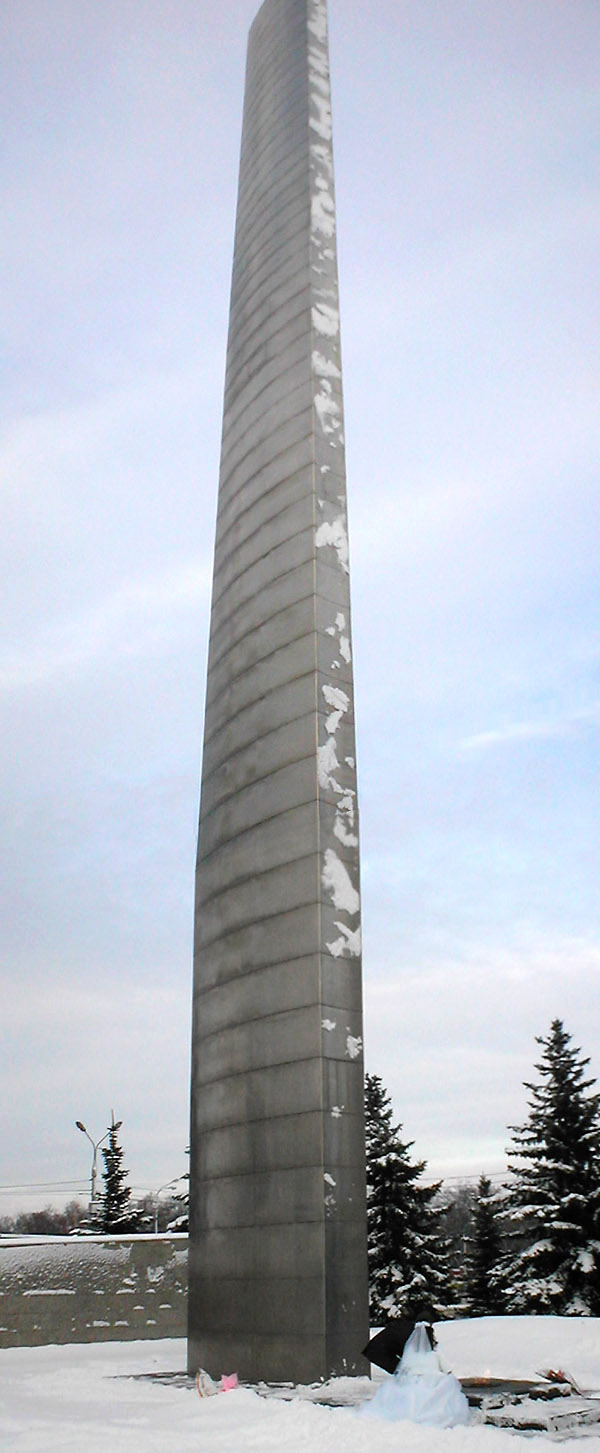
стела Павшим за Советскую власть

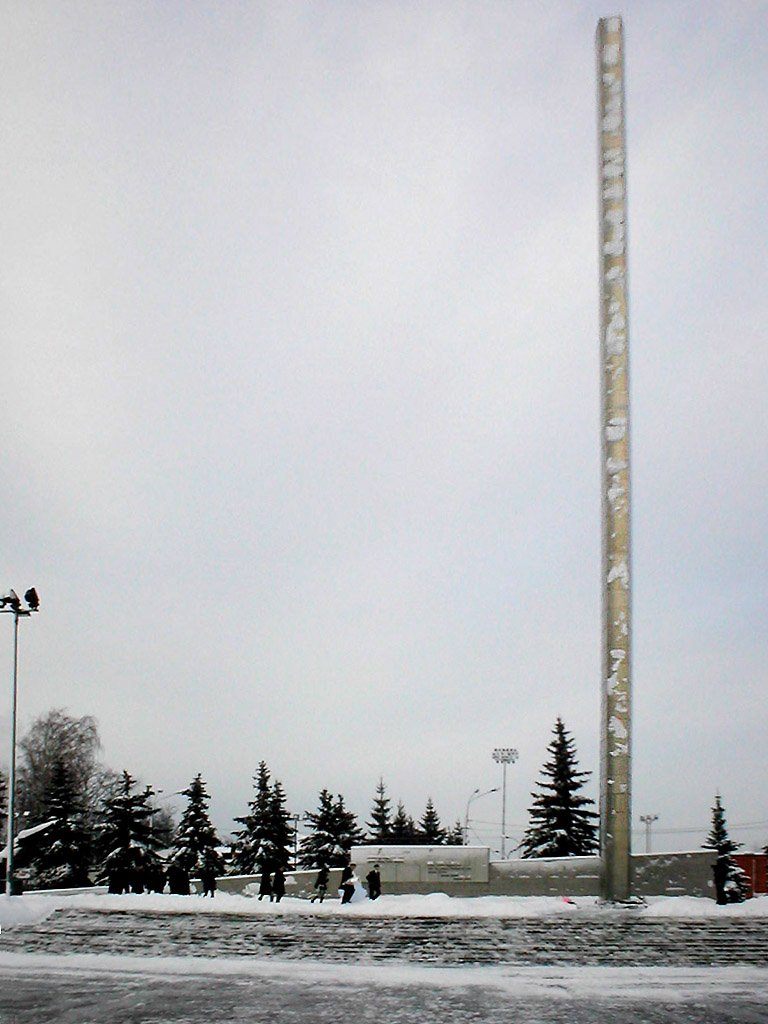
мемориальный комплекс на площади

Пло́щадь па́рка Го́рького (тат. Горький паркы мəйданы) — площадь в историческом центре Казани, в Вахитовском районе города. Ранее имела официальное наименование площадь Николая Ершова. Также до сих пор площадь часто в обиходе именуют по историческому месту — «Арское поле».

## Местоположение
Площадь расположена перед Центральным парком культуры и отдыха (ЦПКиО) имени Горького у пересечения улицы Николая Ершова, проходящей с запада на восток, и улицы Вишневского, проходящей с юга на север.

## История
Площадь на части большой равнинной территории исторической местности Арское поле (позже — поле Николая Ершова) в современном виде была благоустроена к 50-летию советской власти в 1967 году вместе с сооружением расположенного на ней мемориальный комплекса, включающего Вечный огонь, каменный памятник Неизвестному солдату и высотную металлическую стелу Павшим за Советскую власть. Значительная часть площади, ранее ведущая к одному из входов в центральное городское Арское кладбище, была ликвидирована при сооружении к Тысячелетию города в 2005 году тоннельной развязки перекрёстка магистральных улиц Ершова и Вишневского и расположенного неподалёку моста Миллениум.
Площадь имеет асфальтированную площадку и зелёные зоны с аллеями, газонами, клумбами, деревьями и прочими зелёными насаждениями. Мемориальный комплекс находится на крупном каменном приподнятом на несколько ступенек основании в глубине площади. Со времени появления мемориального комплекса площадь стала одним из нескольких в городе пунктов заезда свадебных кортежей с возложением молодожёнами цветов и венков к Вечному огню. В советский период в дневное время у Вечного огня стоял почётный караул пионеров и комсомольцев. Позади мемориального комплекса расположены теннисный корт и административное здание ЦПКиО, за которыми находится стадион «Трудовые резервы». По левой стороне площади идёт главный вход в ЦПКиО. Также на левую сторону площади выходит сооружённый в 2006 году крупный гостинично-торгово-развлекательный комплекс Корстон-Казань. Напротив площади на улице Ершова находятся Больница скорой медицинской помощи (БСМП) № 2, небольшое здание с общественными заведениями и массивное 9-этажное жилое здание позднесоветского периода с примечательным большим остеклением художественной мастерской на последнем этаже.

## Транспорт
Перед площадью находятся подземный пешеходный переход через улицу Ершова, в котором расположены торговые и сервисные пункты, и остановка «Парк Горького» с павильонами современной малой архитектуры, через которую проходят
по улице Ершова — троллейбусные маршруты № 7, 17, 20, 21 (и были 2, 5, 16, 19 ранее) и автобусные маршруты № 10/10а, 22, 30, 35, 52, 54, 63, 83, 89, 91, 99/99а,
с моста Миллениум на улицу Ершова — автобусные маршруты № 28/28а, 54,
с улицы Ершова на улицу Вишневского — автобусные маршруты № 1, 4, 25, 69/69а, 71,
а также проходили по улице Ершова до ликвидации в 2008 году трамвайной линии, действовавшей более века, трамвайные маршруты № 5, 12, 20, 21 (и были 3, 8,18, 22, 23 ранее).
В будущем под улицей Вишневского без расположения станции у площади планируется прохождение Приволжско-Савиновской линии метрополитена.

## Галерея

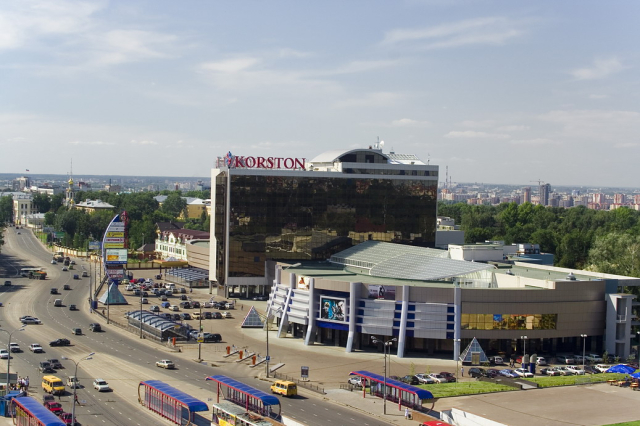
комплекс Корстон-Казань у площади
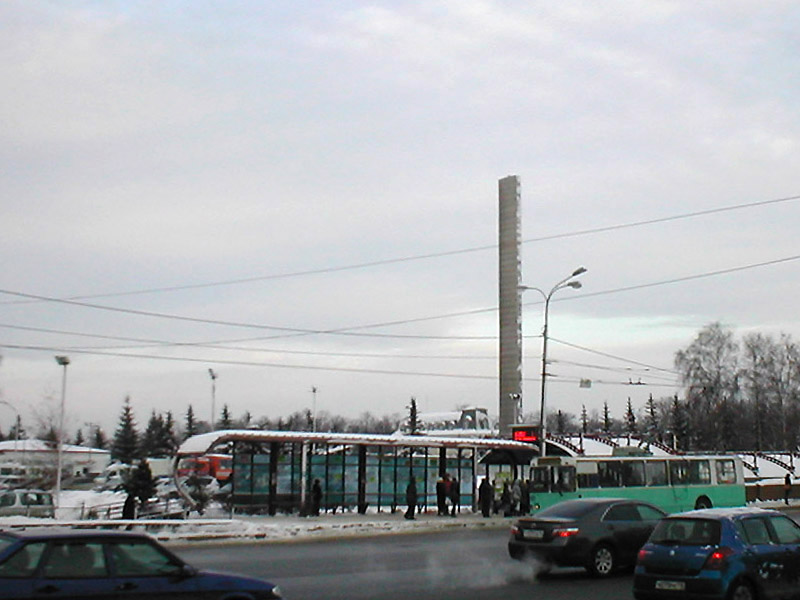
остановка у площади
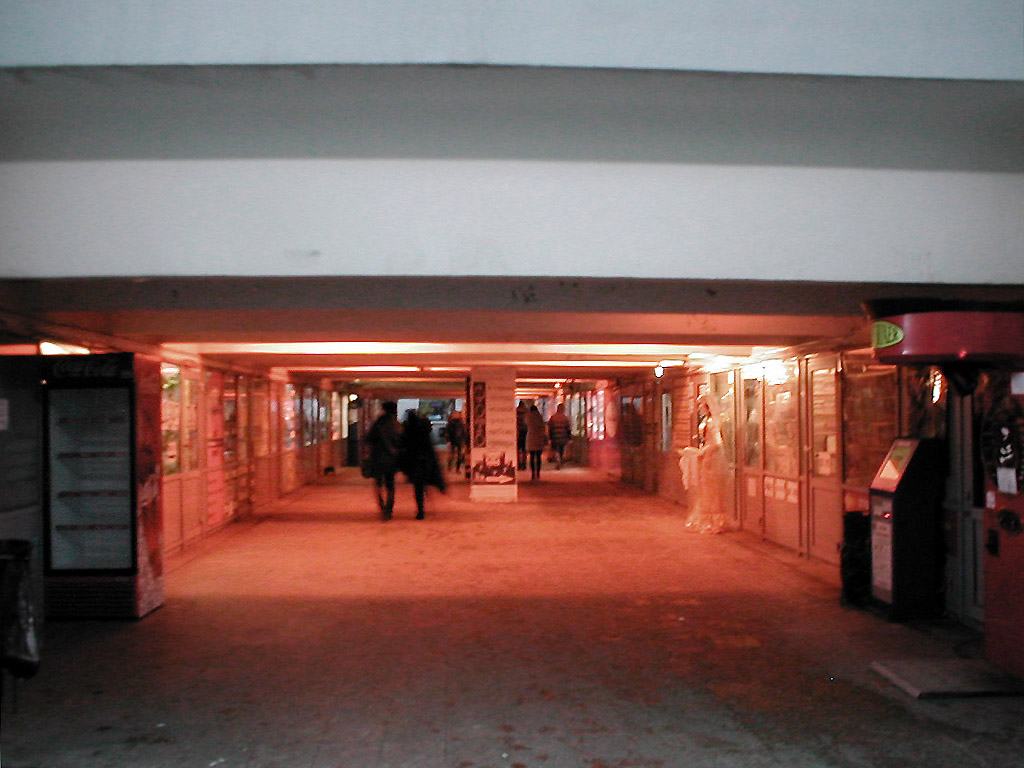
подземный переход у площади
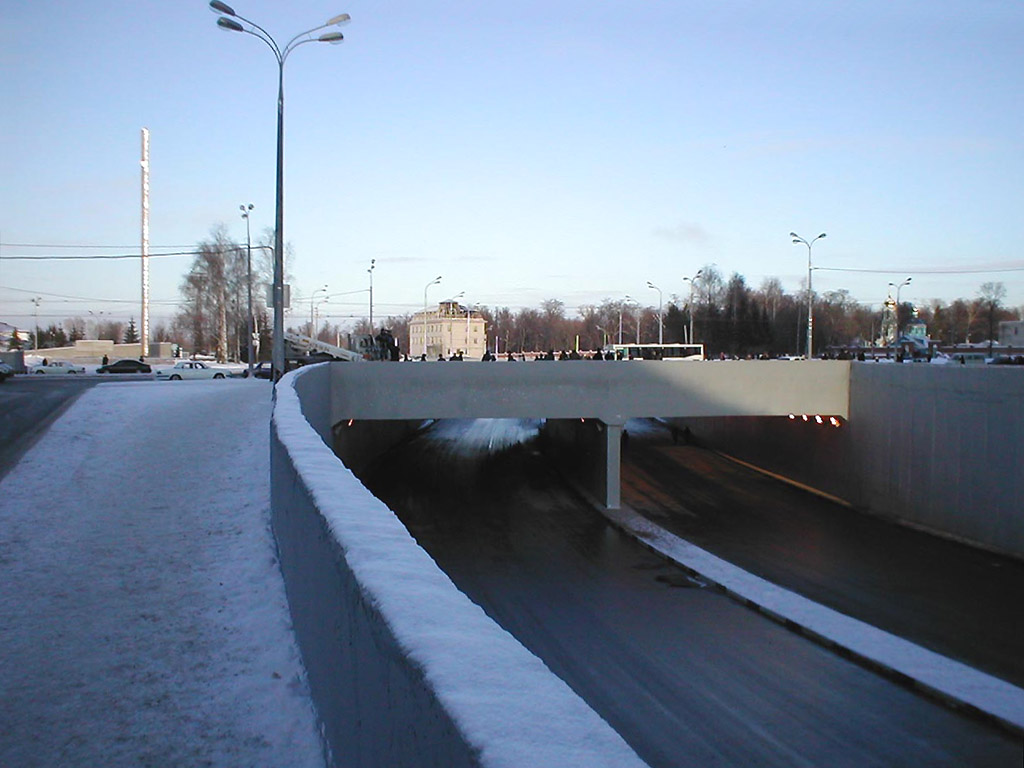
тоннельная развязка улиц Ершова и Вишневского на бывшей части территории площади
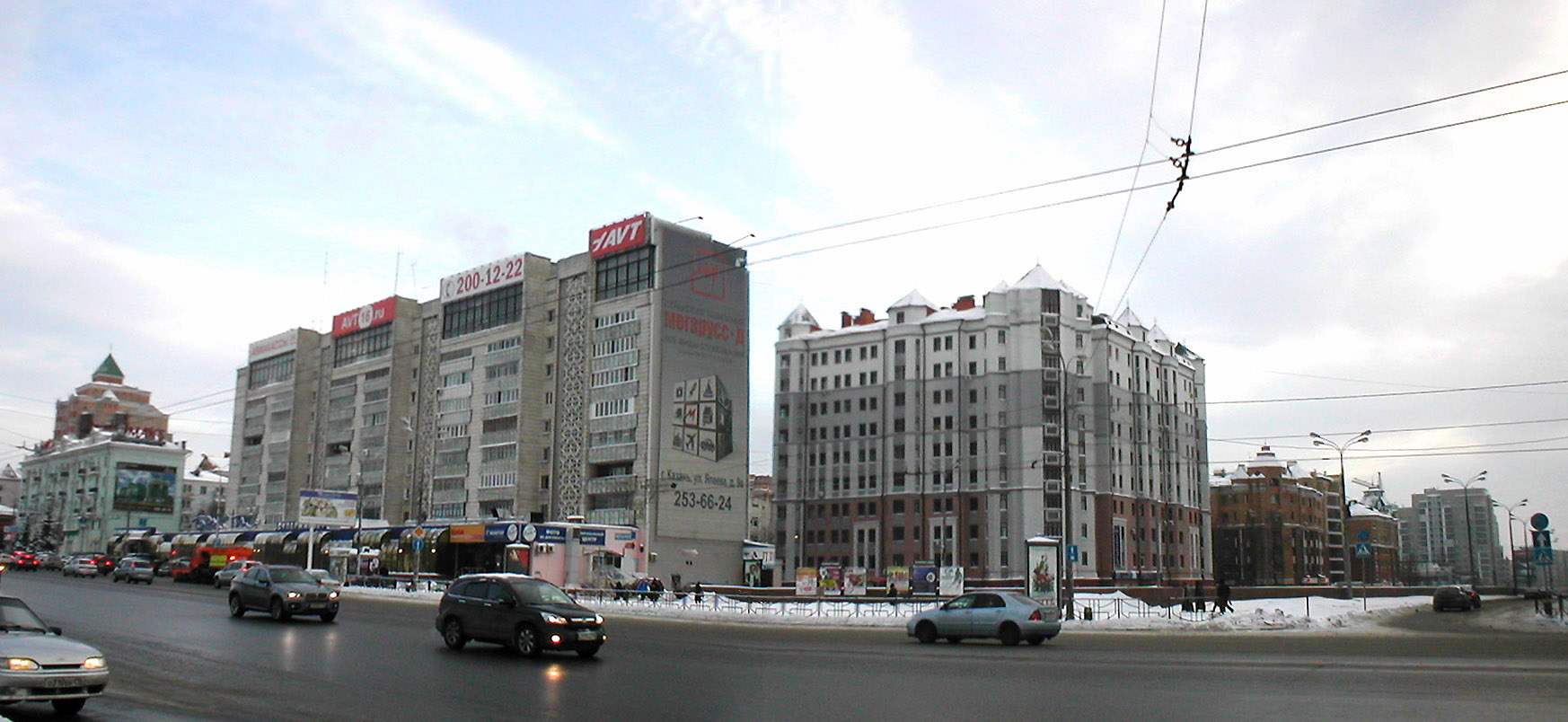
перекрёсток улиц Ершова и Вишневского у площади
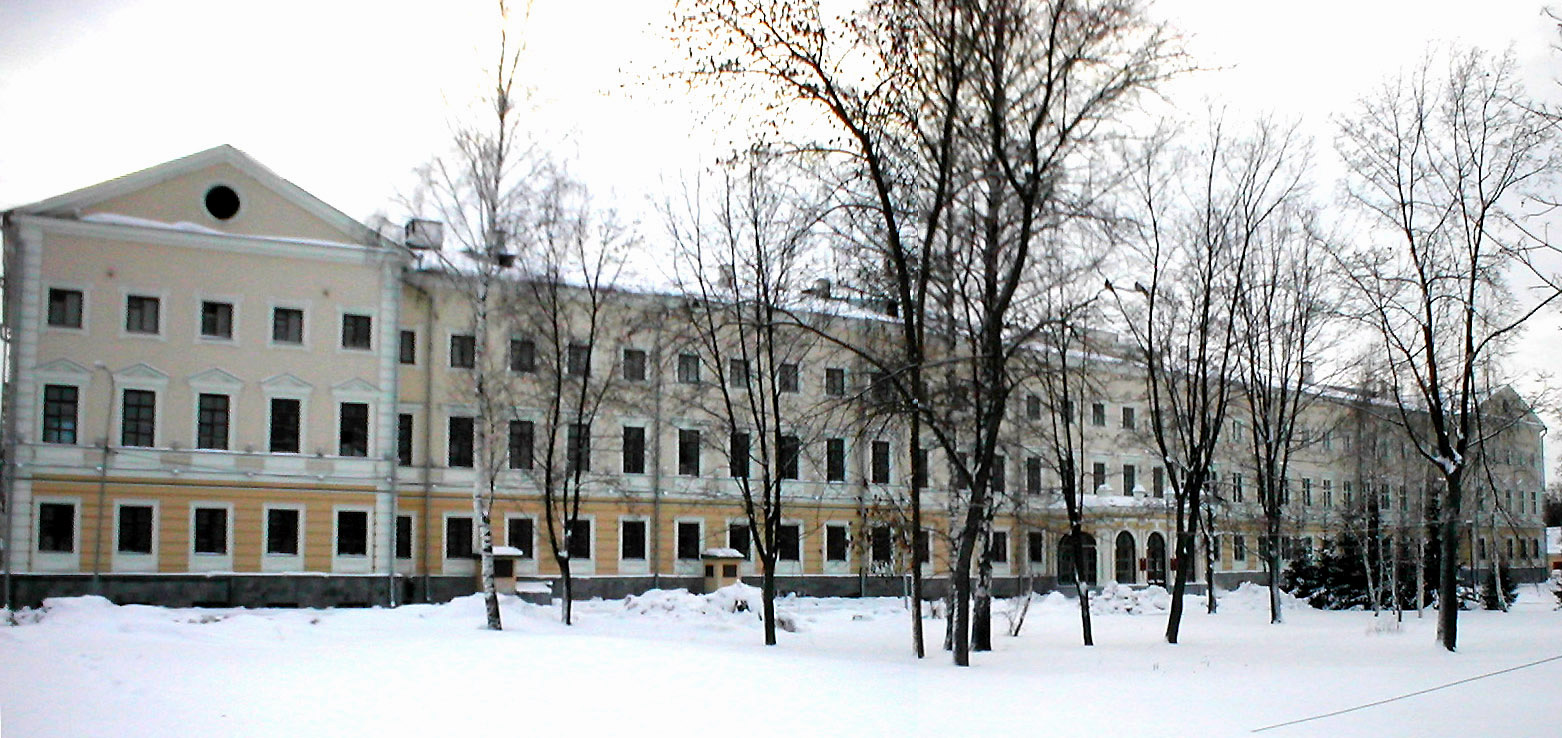
БСМП напротив площади